# Pietro Montana
Pietro Montana (Alcamo, 29 giugno 1890 – 6 luglio 1978) è stato uno scultore, pittore e insegnante statunitense di origine italiana, noto per i suoi monumenti ai caduti e le sue opere religiose.

## Biografia
Nacque ad Alcamo, in Sicilia, il terzo di 6 figli di Ignazio and Marianna Montana. La famiglia emigrò negli Stati Uniti nel 1904 e si stabilì a Brooklyn, New York. Da ragazzo lavorò come apprendista presso un fotografo, quindi si aprì uno studio proprio nella casa paterna. Per 6 anni frequentò un corso serale presso la School of Art, Cooper Union, studiando sotto George Thomas Brewster e laureandosi nel 1915. Studiò pure alla Mechanics Institute.
Ebbe uno straordinario debutto professionale con Fighting Doughboy, vincendo nel 1919 in un concorso per la progettazione di un monumento ai caduti sponsorizzato dallo Unity Republican Club of Brooklyn. Piuttosto che una figura passiva convenzionale, Montana modellò un soldato aggressivo con un pugno chiuso, pronto a dare un pugno. La scultura, a grandezza naturale, fu inaugurata nell'Heisser Park il 20 novembre 1921. Ci sono delle copie in bronzo a North Arlington, New Jersey; e ad Alliance, nell'Ohio. Altre copie in zinco, fuse dalla J. W. Fiske Architectural Metals Company di New York, si trovano a Riverdale, nel New Jersey; Suffern, New York; e in altri posti.

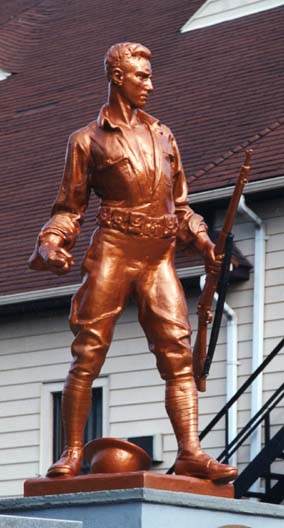
Il fante in combattimento (a Brooklyn)

Quello stesso anno inaugurò una scultura tradizionale Beaux Arts per il Brooklyn's Freedom Square Park – Victory with Peace – non una nike (dea alata) classica, ma una che tiene in alto un ramo d'olivo, invece di una spada.
Il lavoro seguente, Dawn of Glory (Alba di Gloria), probabilmente è la sua opera più famosa. Rappresenta l'anima di un soldato caduto avvolto in una (bandiera americana) (American Flag) che sale in cielo. La scultura è un nudo dalle dimensioni 1:1,5, e Charles Atlas (born Angelo Siciliano) un culturista (bodybuilder), posò per essa. È stata inaugurata nel Brooklyn's Highland Park il 13 luglio 1924.
Minute Man, la sua scultura per il monumento ai caduti della prima guerra mondiale a East Providence (Rhode Island), addirittura intimidisce ancora di più del Fighting Doughboy. La fisicità del soldato è sorprendente – il modello forse fu ancora Charles Atlas, – e il coltello che lui stringe (ora rotto), assieme ai suoi pantaloni tagliuzzati e la coscia ferita fanno intendere che ha appena vinto nel sanguinoso combattimento a corpo a corpo. Il monumento fu inaugurato il 30 luglio 1927.
Il monumento su vasta scala, commissionato dai siculoamericani residenti a New York, era per la città di Mirabella Imbaccari. Esso rappresenta un centurione in bronzo, – nudo ma con cintura, elmo e mantellina, che protegge e conforta una donna vestita ripiegata ai suoi piedi. Il Monumento ai Caduti (Monument to the Fallen) fu inaugurato in Sicilia nel 1938, venti anni dopo la fine della prima guerra mondiale.
Ha modellato il busto dell'ingegnere italiano Guglielmo Marconi per la New York World's Fair del 1939, e in seguito lo donò alla Engineers' Hall of Fame.
Montana fu uno dei fondatori della Leonardo da Vinci School of Art nei tardi anni 1920, dove insegnò diversi anni. Negli anni trenta insegnò presso la Roerich Academy of Arts. As artist-in-residence presso la Fordham University dal 1947 al 1952, insegnò pittura e scultura, ed eseguì diverse commesse della scuola. Le più importanti sono i pannelli in bassorilievo delle 14 stazioni della Via Crucis nella cappella dell'Università, che rappresentano figure a mezza altezza scolpite in quercia bianca.
Creò dei medaglioni commemorativi, compresi due set di medaglioni religiosi per la Franklin Mint. Delle copie del medaglione di San Francesco d'Assisi create del 1957 per la Society of Medalists si trovano nelle collezioni del Metropolitan Museum of Art, the Museum of Fine Arts, Boston, e in altri musei.

### Riconoscimenti
Ha esposto le sue opere alla Pennsylvania Academy of the Fine Arts — 1919, 1920, 1924, 1930–1936, 1943–1948); alla National Academy of Design — 1918, 1919, 1921, 1931 (Medaglia d'Oro per Orphans); presso the Allied Artists of America — 1932–1949 (Medaglie d'Oro nel 1942 e 1949); e in altri posti.
È stato nominato socio della National Academy of Design nel 1968, e accademico nel 1970. È stato anche un membro della National Sculpture Society e della Allied Artists of America.
Ha ricevuto la medaglia per la scultura religiosa (Daniel Chester French Medal for Religious Sculpture), il Premio della Allied Artists of America, la Medaglia d'Onore della Società Cattolica delle Belle Arti (Catholic Fine Arts Society) e il Premio della National Academy of Design.

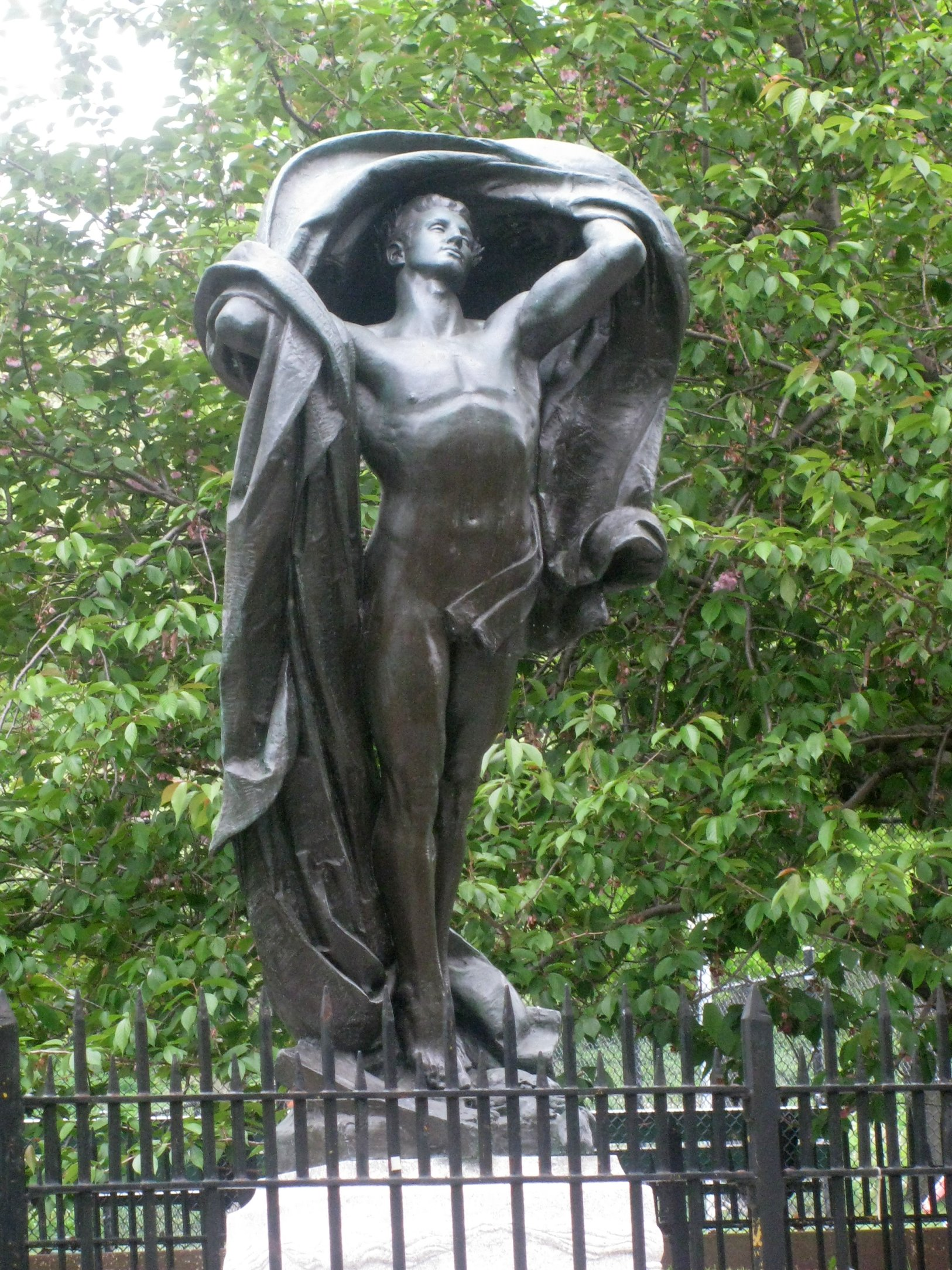
Dawn of Glory (1924), Monumento ai Caduti, Highland Park, Brooklyn, New York.

### Vita privata
Diventò cittadino americano naturalizzato nel 1921, il 3 aprile 1930 si sposò con Alfrieda Kramer, e si stabilirono a Brooklyn, e poi a Manhattan. La coppia si trasferì nel 1962 a Roma, dove abitarono fino alla morte di Alfrieda nel 1975. Pietro ritornò negli Usa a vivere con una nipote a Bayville, New York.
Più tardi diede in dono molte delle sue opere più piccole alla Fordham University and to Capital University, nell'Ohio. Donò i suoi documenti allo Archives of American Art dello Smithsonian Institution. Un anno prima di morire completò un'autobiografia.
Il Premio Pietro and Alfrieda Montana Memorial Prize viene assegnato annualmente da parte della National Sculpture Society.

## Selezione di opere

### Monumenti ai caduti

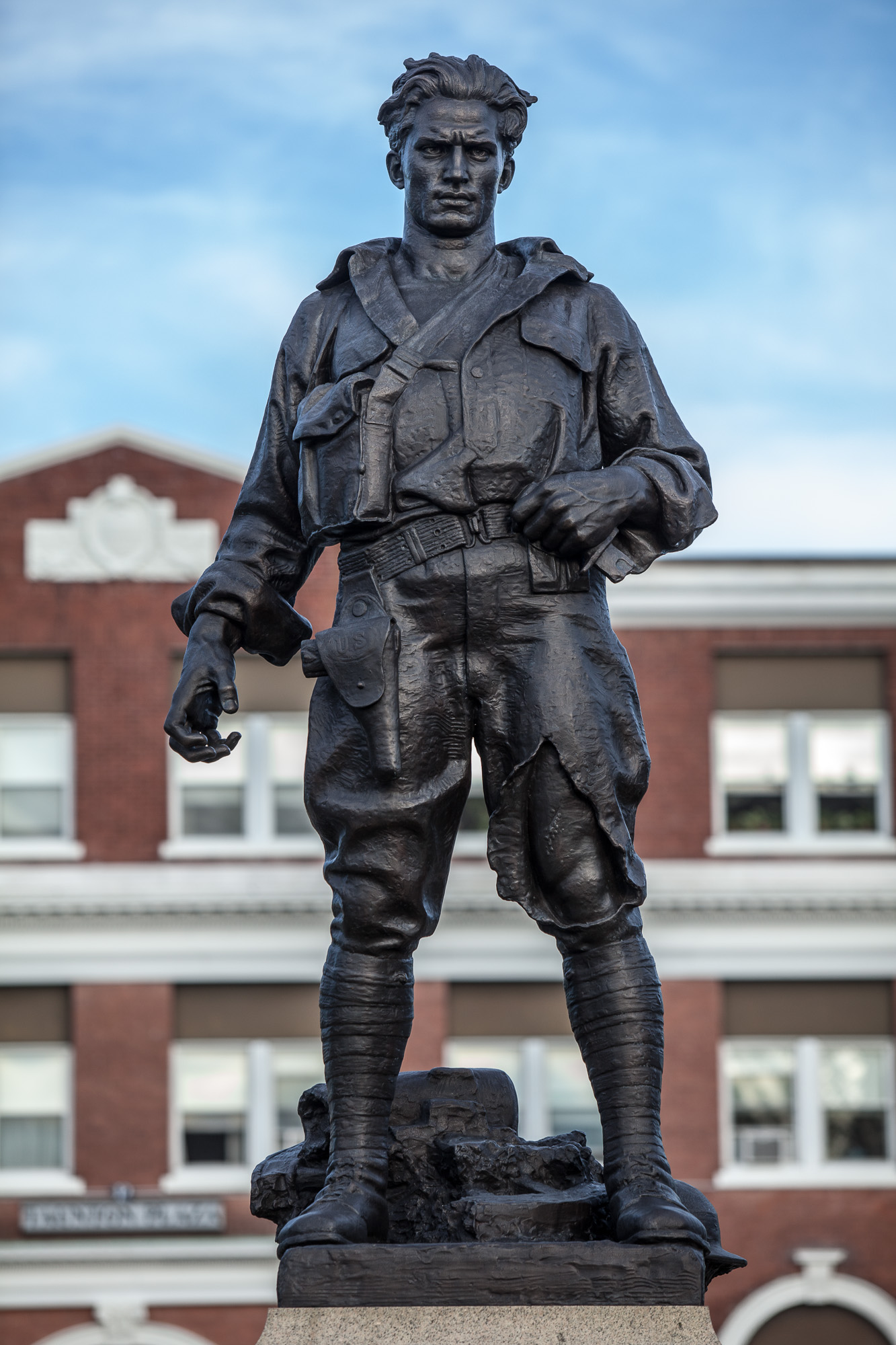
Minute Man (1927), Monumento ai Caduti della I Guerra Mondiale, East Providence, Rhode Island

- Fighting Doughboy (Fante in combattimento, bronzo del 1919–21), Bushwick-Ridgewood World War Memorial, a Heisser Park, Myrtle & Knickerbocker Avenues, Brooklyn, New York, architetto Giles Pollard Greene (1888–1941), .[12]
- Fighting Doughboy (zinco, 1921), Soldiers Monument, Washington & Lafayette Avenues, Suffern (New York).[13]
- Fighting Doughboy (in zinco, 1923 circa), Riverdale Public School, Pompton-Newark Turnpike, Riverdale, New Jersey.[14]
- Fighting Doughboy (in bronzo, 1924), Soldiers' Memorial, Borough Hall, 3 Legion Place, North Arlington, New Jersey.[15]
- Fighting Doughboy (in zinco, 1926), Wanaque War Memorial, Borough Hall, Wanaque, New Jersey.[16] Invece del pugno chiuso, il fante tiene una granata nella mano destra.
- Fighting Doughboy (in bronzo, fusione del 2001), Weybrecht family plot, City Cemetery, Alliance, Ohio.[17]
- Victory with Peace (Vittoria con la Pace1921), Freedom Square War Memorial, Myrtle & Bushwick Avenues, Brooklyn, New York, architetto William H. Deacy, .[18]
- Dawn of Glory (Alba di Gloria, 1924), Highland Park War Memorial, Jamaica Avenue & Cleveland Street, Brooklyn, New York.[19]
- Minute Man (Uomo minuscolo, 1927), World War I Memorial, Taunton Avenue & Wheldon Street, East Providence, Rhode Island.[20][21]
- Monumento ai Caduti (Monument to the Fallen) (1938), Palazzo Biscari, Mirabella Imbaccari, Sicily, Italy.[22]

### Opere Religiose
- Testa di Cristo, Biblioteca Comunale S.Bagolino, Alcamo, Sicilia
- Annunciazione, (1936) disegno donato a Mons. Tommaso Papa, Biblioteca Comunale S.Bagolino, Alcamo, Sicilia
- Statuette of St. Francis of Assisi and Three of His Brethren (stauetta di san Francesco con tre suoi confratelli, 1940).[23]
- Bas-relief bust of Pope Pius XII (busto in bassorilievo di papa PioXii, in bronzo del 1945), Fordham University, New York City.[24]

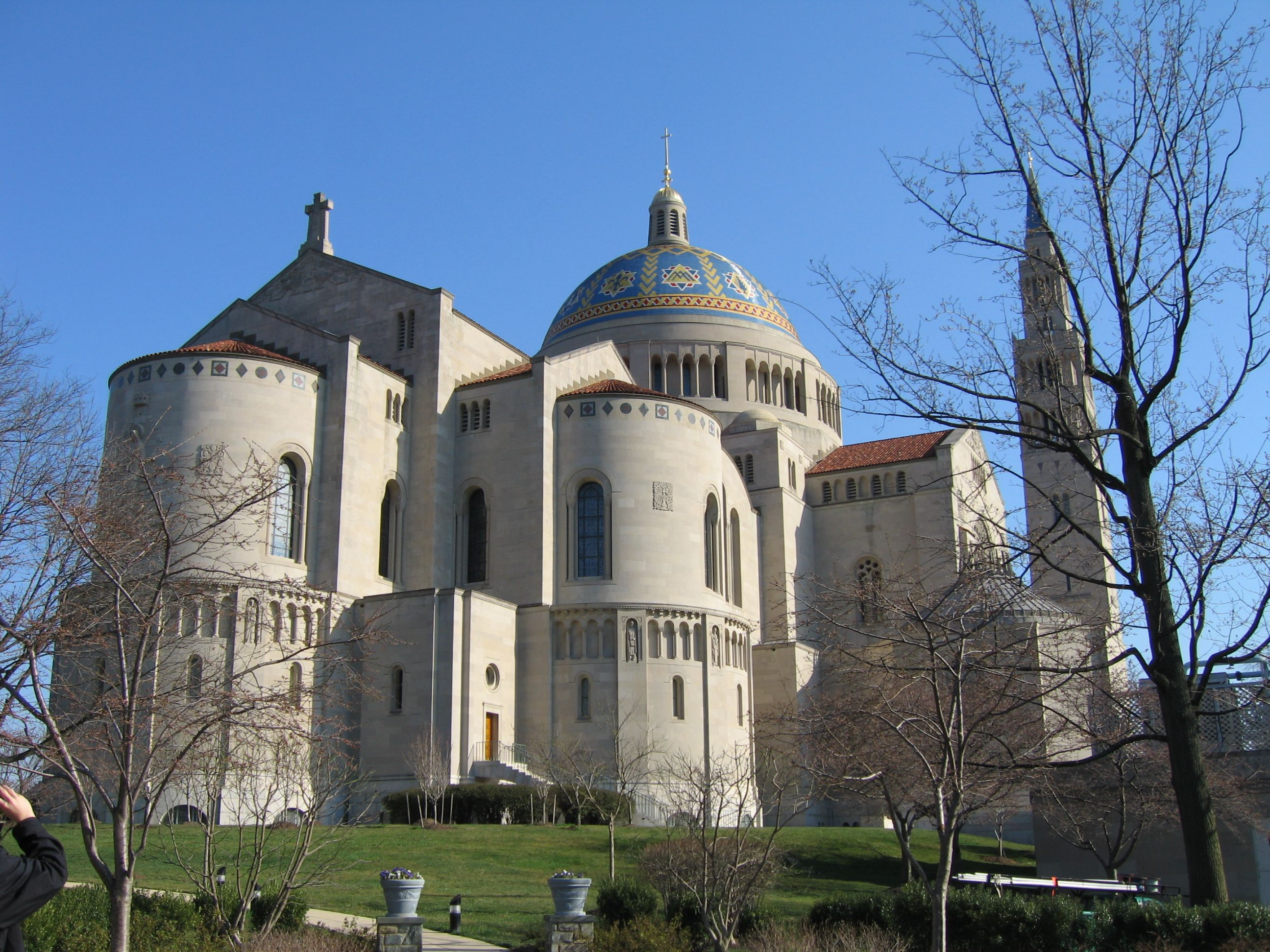
Basilica dell'Immacolata Concezione, Washington

- Fourteen Stations of the Cross (14 stazioni della Via Crucis, bassorilevo in quercia bianca, 1947–52), War Memorial Chapel, Fordham University, New York City.[25][26]
- Statue of Blessed Mother Therese Couderc (Statua della Beata Madre Therese Couderc, 1953), Convent of Our Lady of the Cenacle, Lake Ronkonkoma (New York).[27] Therese Couderc (1805–1885) was canonized as a saint on September 26, 1970.
- Scultura architettonica nell'abside esterna a nord-ovest (1959), Basilica of the National Shrine of the Immaculate Conception, Washington, D.C.[28]
- Statuetta di San Patrizio
- Statuetta di San Bonifacio
- Statuetta di San Cirillo
- Statuetta di San Metodio
- Statua di San Giovanni Battista (in marmo, anno?), Church of St. Jean Baptiste, 184 East 76th Street, New York City.[29]
- Statua di Sant' Espedito Martire (anno?), St. Patrick Cathedral, Fort Worth, Texas
- Statue of St. Michael (Statuta di san Michele, anno?), Eymard Preparatory Seminary, Hyde Park (New York).
- Memorial (Monumento, anno?), Church of St. Philip Neri (chiesa di San Filippo Neri), Grand Concourse, Bronx, New York City.

### Altre opere
- Mark Twain–Washington Irving Memorial Tablet (lapide commemorativa: busti bassorilievo in bronzo del 1925), Brevoort Hotel, SW corner of Fifth Avenue & 9th Street, New York City.[30][31] Twain and Irving, at different times, occupied a house at 21 Fifth Avenue.
- Busto di "Mother" Davison (bronzo, 1925), Fort Jay, Governors Island, New York.[32]
- Catherine I. Carroll Memorial Tablet (lapide commemorativa: bassorilievo in bronzo, 1927), Metropolitan Recreation Center, Williamsburg, Brooklyn, New York.[33]
- Busto di José Di Diego (bronzo, 1934–35), Plaza de Diego, Mayagüez, P0rto Rico.[34] Dono di Oscar Bravo. Busto grandioso posto su un alto piedestallo.
- Busto di Guglielmo Marconi (bronzo, 1939), Institute of Electrical and Electronics Engineers Hall of Fame, New York. Esposta alla 1939 New York World's Fair.
- Busto bassorilievo di Guglielmo Marconi (bronzo, anno?), Freeman Hall, Fordham University.[35]
- Busto di Ignazio Calandrino, poeta alcamese; Biblioteca Civica Sebastiano Bagolino di Alcamo
- Garden sculpture (1954), Norrviken Gardens, Båstad, Svezia.
- Mutual Trust (Fiducia reciproca, in marmo, anno?), Old Courthouse, Klippan, Scania, Svezia.[36] Un bambino addormentato con un cerbiatto.
- Busto di Pontiac (1720–1769, in (bronzo del 1961), National Hall of Fame for Famous American Indians, Anadarko, Oklahoma.[37]
- Monumento a Pedro Perea (year?), Mayagüez, Porto Rico.
- Opera non identificata (anno?), Starr Commonwealth Museum, 26 Mile Road, Albion, Michigan.

### Medaglioni e miniature
- Orphans (miniature in bronzo, 1931), National Academy of Design, New York City.[38] Ha vinto nel 1931 la Medaglia d'Oro alla mostra annuale della National Academy of Design.
- Orphans (miniatura in marmo nero), Brookgreen Gardens, Murrell's Inlet, Carolina del Sud.[39][40]
- Adolph Zukor Silver Jubilee Medallion (Medaglione del 25º anniversario di Adolph Zukor, 1937), Paramount Pictures.[41]
- Gold Medal of Honor (Medaglia d'oro d'onore, 1952), Hudson Valley Art Association.[42]
- St. Francis of Assisi Medallion (bronzo, 1957), Society of Medalists - 55^ emissione.[43][44]
- Vita Christi – serie di 12 medaglioni (bronzo, 1972), Franklin Mint.
- The Parables of Jesus – serie di 20 medaglioni (bronzo, 1974), Franklin Mint.

### Dipinti
- Training Horses (Cavalli in addestramento, 1944).[45]
- Portrait of Major General Nathaniel A. Burnell II (1957), U.S. Department of Defense.[46]
- Self-portrait (Autoritratto, 1968), National Academy of Design, New York City.